# Ardee
Ardee (iriska: Baile Átha Fhirdhia) är en ort i republiken Irland. Den ligger i grevskapet Lú och provinsen Leinster, i den nordöstra delen av landet. Ardee ligger 27 meter över havet och antalet invånare är 4 008.
Terrängen runt Ardee är platt. Trakten runt Ardee består till största delen av jordbruksmark.